# Teixeira Soares
Teixeira Soares este un oraș în Paraná (PR), Brazilia.